# Bartek Kubicki
Bartek Kubicki (ur. 4 czerwca 2000 w Chęcinach) – polski youtuber, influencer oraz piosenkarz. Należy do grupy „Genzie” oraz jest członkiem zespołu Trzech Króli.

## Życiorys
Szerszą rozpoznawalność przyniósł mu udział w projekcie Friza „Twoje 5 Minut”, po którym dołączył do projektu „Genzie”. W 2021 rozpoczął karierę muzyczną z zespołem Genzie, wydając singel „5 minut”. Jednakże, w 2022 roku, nagrał on swój pierwszy utwór z Faustyną Fugińską „FriendSHIP”. Singiel zdobył certyfikat złotej płyty. W 2023 roku, wraz z Qrym i Przemkiem Pro, założyli zespół „Trzech Króli”. Wydali oni 4 single, które miały promować album, pt. „Afryka”.

## Dyskografia

### Single
| Rok  | Tytuł                   | Certyfikat          | Sprzedaż       | Album  |
| ---- | ----------------------- | ------------------- | -------------- | ------ |
| 2022 | „FriendSHIP” (z Fausti) | - ZPAV: złota płyta | - POL: 25 000+ | Dzięki |

### Single promocyjne
| Rok  | Tytuł                                                                                         |
| ---- | --------------------------------------------------------------------------------------------- |
| 2025 | „Noc jest dla nas” (Bartek Kubicki, Julia Żugaj, Przemek Pro, Julita Różalska, Asia Marcinik) |

## Filmografia

### Filmy
- 2025: 100 dni do matury[14][15]

### Programy telewizyjne
- 2021, 2023: Twoje 5 minut[16]
- 2024: Mafia w prawdziwym życiu[17]
- 2024: Challenger[18]